# Heranush Arshagyan
Heranush (Nargiz) Arshagian (in armeno Հերանուշ (Նարգիզ) Արշակեան; Beşiktaş, 28 luglio 1887 – Istanbul, 27 marzo 1905) è stata una poetessa e romanziera armena.

## Biografia
Heranush Arshagian nacque nel distretto di Beşiktaş di Istanbul nel 1887. Suo padre Hagop, che morì quando lei aveva circa 3 anni, era un eminente attivista della comunità armena di Istanbul.
All'età di 10 anni entrò a frequentare il Collegio Femminile Francese di Bakırköy. Dopo aver studiato lì per un anno e mezzo, continuò gli studi alla Makruhian Armenian School di Beşiktaş.
I suoi insegnanti furono molto colpiti dalla profondità dei suoi saggi e della sua prosa d'arte, ma la sua attività di studentessa si dovette interrompere quando i medici le suggerirono di vivere al di fuori città. Così Heranush si trasferisce in una fattoria alla periferia di Yedikule, traendo ispirazione dall'ambiente naturale. Fu durante questi anni, infatti, che  cominciò a scrivere poesie. Scrive nelle sue memorie: "I campi sono verdi, io posso vedere Costantinopoli con le sue periferie sempre scorrevoli, oltre le colline e le montagne coperte di nebbia e mare di Marmara. Così bello, così tremando sotto i raggi infranti del sole ..."
Morì a 18 anni nel 1905.

## La poetica
Compose una serie di poesie liriche, romanzi, e novelle che furono pubblicate solo dopo la sua morte nella rivista di Hayganush Mark Tsaghig (Fiore). Nel 1910 Hrand Nazariantz, che du in costante contatto con lei, raccolse e pubblicò un volume sulla sua vita e la sua poetica a Istanbul.